# كلية ملكية
الكلية الملكية (بالإنجليزية: Royal College)‏ في بعض دول الكومنولث البريطاني هي كلية تتمتع برعاية ملكية مصحوبة بالتصريح لها باستخدام صفة «ملكية». يُمنح هذا التصريح للكلية بموجب ميثاق ملكي.
تُطلق تسمية «كلية ملكية» في الأغلب على المؤسسات الطبية، مثل كلية الجراحين الملكية وكلية الأطباء الملكية وكلية التمريض الملكية، وما على شاكلتها من المؤسسات في أستراليا وكندا وغيرهما.